# 브롱크스 킬

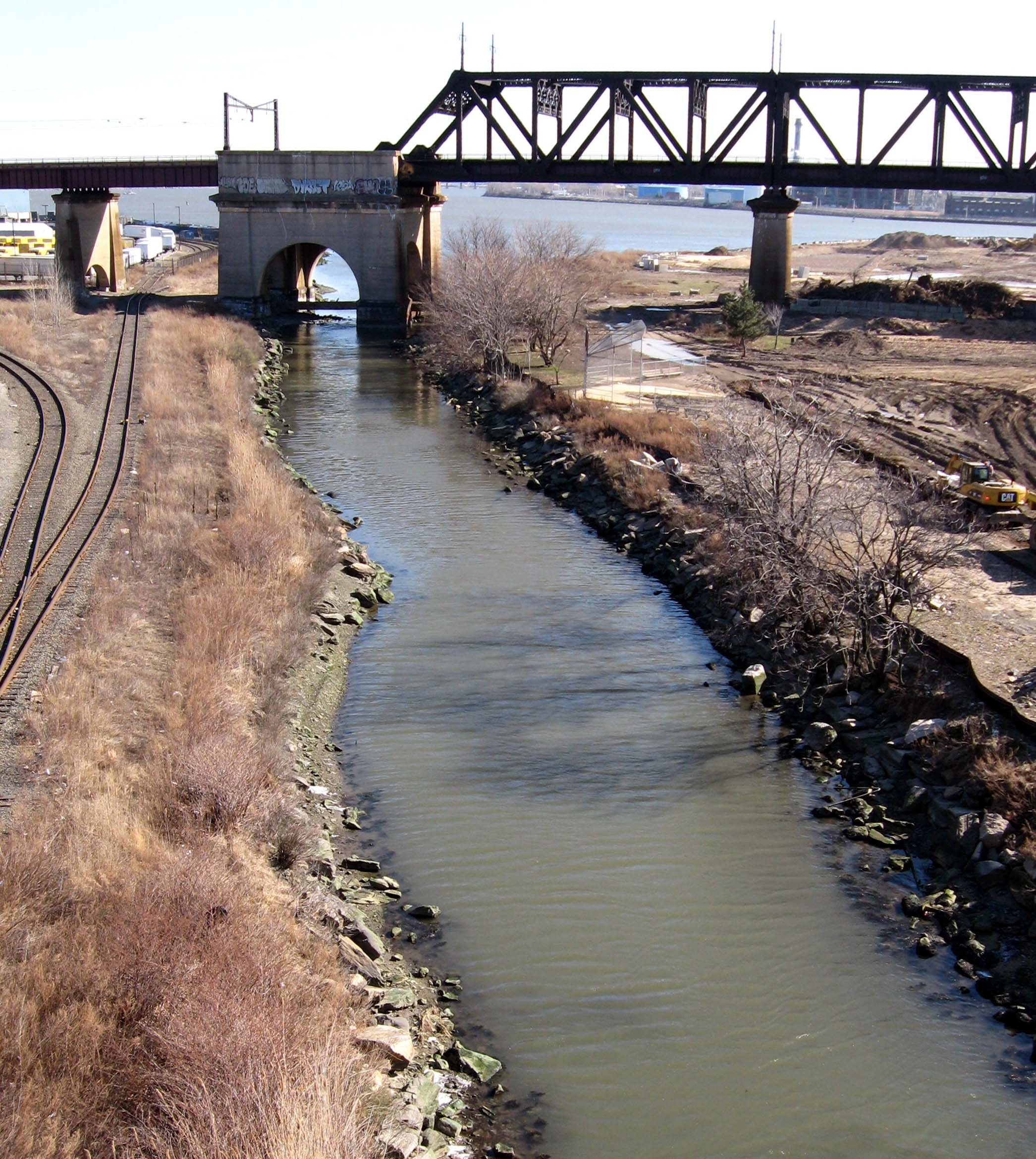
브롱크스 킬

브롱크스 킬(Bronx Kill)은 브롱크스와 랜들스아일랜드를 구분짓는 작은 수로이다. 할렘 강에서 이스트 강으로 이어진다.